# Cecil Walker (Radsportler)
Cecil Walker (* 1900 in Sydney, Massachusetts; † 1969 in Melbourne) war ein australischer Radrennfahrer.
Cecil Walker wuchs in Sydney auf, wo seine Eltern einen Gemüseladen betrieben. Zunächst interessierte er sich für Pferde und wollte Jockey werden. Doch mit 14 Jahren begann er mit dem Radsport. Als Erwachsener war er rund 1,80 Meter groß, so dass er ohnehin nicht für den Beruf des Jockey geeignet gewesen wäre.
1918 und 1919 wurde er Straßenmeister von New South Wales und ebenfalls 1919 australischer Meister über zehn Meilen. Er wurde schon für die Teilnahme an den Olympischen Spielen in Antwerpen in Betracht gezogen, zog es aber vor, Profi zu werden. 
1920 reiste Walker in die USA und fuhr dort erfolgreich Radrennen. In neun aufeinanderfolgenden Jahren wurde er US All Round Cycling Champion. Er startete bei 27 Sechstagerennen, davon mehrere im Madison Square Garden in New York. Er gewann ein Sechstagerennen, 1924 in Sydney mit Frank Corry. Walker fuhr auch Rennen in Europa, wo aber nicht so gut gezahlt wurde. 
Walker bekam den Beinamen Chevalier of Cycling, weil er feine Manieren hatte und immer elegant gekleidet war. Während seiner Zeit in den USA lernte er seine spätere Frau Dorothy kennen, die eine erfolgreiche Eisläuferin war.
Anfang der 1930er Jahre verletzte sich Cecil Walker am Rücken, als er einen schweren Ascheimer gehoben hatte.  Er musste eine Zeitlang mit dem Radsport pausieren, um sich operieren zu lassen, aber er merkte, dass er nicht mehr in bester körperlicher Verfassung war und trat vom Radsport zurück.
Walker setzte sich erfolgreich für den Bau einer Radrennbahn in Melbourne ein, die 1937 mit einer Austragung des Austral Wheel Race eröffnet wurde. Er ließ sich schließlich in Melbourne nieder und eröffnete dort 1938 das Fahrradgeschäft Cecil Walker Cycles, das bis heute (2013) unter diesem Namen besteht. 1969 erlitt er einen tödlichen Schlaganfall.